# Sekura Cabins
Sekura Cabins A/S er en dansk producent af førerkabiner til jordbrugsmaskinerer, entreprenørmaskiner og industrimaskiner, som er lokaliseret i Randers. Virksomheden blev etableret i 1957 i Randers. I 1987 blev den en del af BOSAL Group. I 2021 flyttede de til et nyt hovedkvarter og fabrik på 16.000 m2. Sekura Cabins har i dag ca. 200 ansatte (2023).